# Trachelissa pustulata
Trachelissa pustulata là một loài bọ cánh cứng trong họ Cerambycidae.